# Charbonnières-les-Bains
Charbonnières-les-Bains là một xã thuộc tỉnh Rhône trong vùng Rhône-Alpes phía đông nước Pháp. Xã này nằm ở khu vực có độ cao trung bình 233 mét trên mực nước biển.